# 溝口敏行
溝口 敏行（みぞぐち としゆき、1932年6月24日 - ）は、日本の経済学者・統計学者。学位は、経済学博士（学位論文「消費関数の統計的研究」）。一橋大学経済研究所長、郵政省郵政研究所所長等を歴任、一橋大学名誉教授。日経・経済図書文化賞受賞。2011年瑞宝中綬章受章。

## 略歴
富山県出身。1955年一橋大学経済学部卒業。1964年同大学大学院経済学研究科理論経済学修了、「消費関数の統計的研究」で経済学博士の学位を取得。森田優三ゼミ出身。一橋大学経済研究所助教授、教授、所長。1996年定年退官し、名誉教授、広島経済大学教授。2008年退任し、名誉教授。郵政省郵政研究所所長や、郵政省郵政審議会保険部会部会長、総務省物価指数研究会座長等を歴任。1969年浜田宗雄共著「経済時系列の分析」で日経・経済図書文化賞受賞。2011年瑞宝中綬章受章。指導学生に李鐘允（元韓日経済協会副会長）、寺崎康博（元東京理科大学教授）、吉岡慎一（西南学院大学教授）など。

## 著書
- 『消費関数の統計的分析』岩波書店 一橋大学経済研究叢書 1964
- 『経済統計論』東洋経済新報社 経済学入門叢書 1971
- 『貯蓄の経済学 家計からの発言』勁草書房 1973
- 『台湾・朝鮮の経済成長 物価統計を中心として』岩波書店 一橋大学経済研究叢書 1975
- 『家計の貯蓄と資産 財産形式のメカニズム』日本統計協会 消費統計モノグラフシリーズ 1989
- 『我が国統計調査の現代的課題』岩波書店 一橋大学経済研究叢書 1992
- 『日本の統計調査の進化 20世紀における調査の変貌』溪水社 2003

### 共編著
- 『個人貯蓄行動の国際比較』江見康一共著 岩波書店 一橋大学経済研究叢書 1968
- 『経済時系列の分析』浜田宗雄共著 勁草書房 経済学全集　1969
- 『日本経済の構造変動と予測』山田勇, 江見康一共編 春秋社 1969
- 『消費者のための日本経済入門』木下宗七共著 有斐閣新書　1977
- 『基礎経済学大系 9 統計学』刈屋武昭共編　青林書院新社 1978
- 『経済統計』野島教之共著 東洋経済新報社 1982
- 『経済時系列分析入門』刈屋武昭共著 日本経済新聞社 1983
- 『旧日本植民地経済統計 推計と分析』梅村又次共編 東洋経済新報社 1988
- 『統計ガイドブック』共編 日本経営協会 1989
- 『経済統計にみる企業情報化の構図 高度情報化の見えざる実像』大薮和雄,大平号声,寺崎康博,秋野晶二,周防節雄,新谷正彦,栗山規矩, 野島教之,有馬昌宏,平田光弘共編著 富士通経営研修所 富士通ブックス　1996
- 『アジアにおける所得分配と貧困率の分析』松田芳郎共編著 多賀出版 1997

### 翻訳
- R・G・D・アレン『指数の理論と実際』寺崎康博共訳 東洋経済新報社 1977
- H.タイル『計量経済学序説』監訳 東洋経済新報社 1982

## 論文
- <溝口敏行